# سلول انتروکرومافین
انتروکرومافین (EC) (معروف به سلول‌های کولچیتسکی) نوعی از سلول‌های انترو اندوکرین (غده درون‌ریز روده) و نورو اندوکرین هستند. آن‌ها در کنار اپیتلیوم واقع شده‌اند که لومن دستگاه گوارش را ترسیم می‌کند و نقش مهمی در تنظیم دستگاه گوارش، به ویژه تحرک و ترشح روده دارند. آن‌ها توسط نیکلای کولچیتسکی کشف شدند.
تقریباً ۹۰٪ از سروتونین موجود در بدن انسان در سلول‌های انتروکرومافین که به‌صورت پراکنده در غشای دستگاه گوارش موجودند متمرکز است و در آن‌جا موجب تنظیم تحرکات روده می‌گردد.

## ساختار
سلول‌های انتروکرومافین، سلول‌های چند ضلعی کوچکی هستند که در ساختارهای بین پرزهای روده واقع شده‌اند. آن‌ها با وجود گرانول‌های واقع شده که حاوی سروتونین و سایر پپتیدها هستند، از سایر سلول‌های اپیتلیال گوارشی متمایز می‌شوند. این دانه‌ها (گرانول‌ها) از نظر ساختار، اندازه و شکل متفاوت هستند و به اصطلاح به آن‌ها پلئومورفیک یا چندشکلی گفته می‌شود.

## بیماری‌های مرتبط

### سندرم کارسینوئید
علت آن ترشح سروتونین، دوپامین و کاتکول آمین‌ها است. علائم شامل اسهال، گرفتگی شکم، گرگرفتگی، تعریق و بیماری دریچه‌ای قلب است.
سروتونین بیش از حد در گردش به‌طور کلی توسط تومورهای کارسینوئید ناشی از سلول‌های انتروکرومافین در روده کوچک یا آپاندیس تولید می‌شود. آن‌ها همچنین می‌توانند در مکان‌های دیگر، به‌ویژه ریه و معده وجود داشته باشند.
کارسینوئید بیماری قلبی
این بیماری تغییرات قلبی و عروقی مرتبط با سندرم کارسینوئید را توصیف می‌کند. پلاک‌های الیافی در سطح غشا ایجاد می‌شود که به داخل اتاق‌های قلب (اندوکارد) قرار دارد.
پلاک‌ها حاوی رسوبات میوفیبروبلاست، سلول‌های بافت همبند و سلول‌های عضله صاف هستند.
علت بیماری کارسینوئید قلب هنوز مشخص نیست، با این حال گفته شده‌است که سروتونین یک عامل احتمالی است که در این پاتوژنز نقش دارد.

### سندرم روده تحریک‌پذیر
این وضعیتی است که شامل ناراحتی مزمن روده و درد شکم است. در این حالت نشان داده شده‌است که سطح غیرطبیعی سروتونین نیز با این سندرم در ارتباط است.
سندرم روده تحریک پذیر می‌تواند شدید شده و منجر به یبوست مزمن یا اسهال مزمن شود. جمعیت غیرطبیعی سلول‌های انتروکرومافین با هر دو شرایط ارتباط داشته‌است.